# How Far I'll Go
"How Far I'll Go" é uma canção do filme animado da Disney, Moana, dirigido por Ron Clements e John Musker e lançado em 2016. Escrita e produzida por Lin-Manuel Miranda, foi executada pela atriz principal Auli'i Cravalho. Outra versão, de Alessia Cara, foi lançada também na trilha sonora da obra cinematográfica. O single foi indicado ao Globo de Ouro 2017 na categoria de melhor canção original e ao Oscar 2017 na categoria de mesmo nome.
No Brasil, Any Gabrielly lançou "Saber Quem Sou", versão em português de "How Far I'll Go".

## Versão de Auli'i Cravalho
A atriz e cantora Auli'i Cravalho, dubladora da protagonista, gravou "How Far I'll Go" para a trilha sonora de Moana. Foi lançada junto com o álbum em 18 de novembro de 2016.

### Paradas musicais
| Parada (2016–17)                  | Pico de posição |
| --------------------------------- | --------------- |
| Austrália (ARIA)                  | 49              |
| Canadá (Canadian Hot 100)         | 58              |
| Nova Zelândia (Recorded Music NZ) | 1               |
| Escócia (Scottish Singles Chart)  | 40              |
| Reino Unido (UK Singles Chart)    | 44              |
| US Billboard Hot 100              | 41              |

## Versão de Alessia Cara
A cantora e compositora canadense Alessia Cara gravou "How Far I'll Go" para a trilha sonora, sendo divulgada antes do lançamento original em 28 de outubro de 2016.

### Paradas musicais
| Parada (2016–17)                               | Pico de posição |
| ---------------------------------------------- | --------------- |
| Austrália (ARIA)                               | 27              |
| Bélgica (Ultratip Bubbling Under de Flandres)  | 6               |
| Bélgica (Ultratip Bubbling Under da Valônia)   | 28              |
| Canadá (Canadian Hot 100)                      | 46              |
| República Checa (Singles Digitál Top 100)      | 52              |
| O campo songid é OBRIGATÓRIO PARA PARADA ALEMÃ | 64              |
| Irlanda (Official Charts Company)              | 30              |
| Itália (FIMI)                                  | 65              |
| Países Baixos (Single Top 100)                 | 35              |
| Nova Zelândia (Recorded Music NZ)              | 3               |
| Noruega (VG-lista)                             | 38              |
| Portugal (AFP)                                 | 69              |
| Eslováquia (Singles Digitál Top 100)           | 66              |
| Suécia (Sverigetopplistan)                     | 21              |
| Suíça (Schweizer Hitparade)                    | 67              |
| Reino Unido (UK Singles Chart)                 | 49              |
| Estados Unidos (Billboard Hot 100)             | 56              |

## Prêmios e indicações
| Prêmios e indicações                       | Prêmios e indicações   | Prêmios e indicações | Prêmios e indicações |
| Premiação                                  | Categoria              | Resultado            | R.                   |
| ------------------------------------------ | ---------------------- | -------------------- | -------------------- |
| Oscar                                      | Melhor canção original | Pendente             | [ 24 ]               |
| Critics' Choice                            | Melhor canção          | Indicado             | [ 25 ]               |
| Globo de Ouro                              | Melhor canção original | Indicado             | [ 26 ]               |
| Houston Film Critics Society               | Melhor canção original | Indicado             | [ 27 ]               |
| St. Louis Gateway Film Critics Association | Melhor canção          | Indicado             | [ 28 ]               |